# 中国人民解放军陆军合成第十四旅
合成第十四旅（英語：14th Combined Arms Brigade），是中国人民解放军陆军第七十三集团军下辖的一个两栖合成旅，驻地福建省厦门市。

## 历史概述
该旅前身为1968年成立的济南军区独立坦克第三团，1975年调福州军区改称福州军区独立坦克团，1976年编入陆军第三十一军后于1985年扩编为坦克旅。2017年改为现有编制。

## 沿革
参考资料：
| 部隊番號                 | 使用時期              |
| ------------------------ | --------------------- |
| 济南军区独立坦克第三团   | 1968年-1975年         |
| 福州军区独立坦克团       | 1975年-1976年4月      |
| 陆军第三十一军坦克团     | 1976年4月-1985年11月  |
| 陆军第三十一集团军坦克旅 | 1985年11月-1998年11月 |
| 陆军第三十一集团军装甲旅 | 1998年11月-2011年12月 |
| 装甲第十四旅             | 2011年12月-2017年2月  |
| 合成第十四旅             | 2017年2月至今         |